# Murla
Murla è un comune spagnolo situato nella comunità autonoma Valenciana.